# Nam Phần Lan
Tỉnh Nam Phần Lan là một tỉnh của Phần Lan. Tỉnh này giáp các tỉnh Tây Phần Lan và Đông Phần Lan. Tỉnh Nam Phần Lan nằm bên vịnh Phần Lan và giáp với Nga. Tỉnh này có diện tích 34.378 km², dân số hơn 2 triệu người, thủ phủ là Hameenlina.